# Mastermind (EP)
Mastermind는 대한민국의 음악 그룹 비스트의 세 번째 미니 음반이다. 2010년 9월 28일 유니버설 뮤직 그룹을 통해 발매되었다. 타이틀 곡은 〈숨〉이다. 현재까지 이 앨범은 약 64,071장 팔렸다.

## 활동 사항
2010년 9월 17일 비스트는 미니앨범 3집의 수록곡 〈주먹을 꽉 쥐고〉를 선공개하며 컴백을 알렸다. 9월 24일 티저영상을 공개하고, 다음날인 25일 국내 최초로 라디오 티저를 공개하였다. 9월 28일 음원 공개와 동시에 세 번째 미니 앨범이 발매되었다. 음반은 발매 전부터 예약순위 1위를 차지하였고, 타이틀곡 〈숨〉을 비롯한 다른 수록곡들까지 모두 음원 차트 상위권에 진입하였다. 또한 30일 공개된 뮤직비디오도 큰 화제가 되었다. 비스트는 10월 1일 KBS 《뮤직뱅크》로 컴백하였는데 컴백무대에서 양요섭의 고음이 화제가 되었다. 〈숨〉은 꾸준한 인기를 얻으며 컴백 1주일 만인 10월 8일 KBS 《뮤직뱅크》에서 공중파 음악프로그램에서는 처음으로 1위를 차지하였다. 이어 10월 14일 Mnet 《엠카운트다운》에서도 1위를 차지하였다. 비스트는 새 앨범 및 단독 콘서트 준비로 인해 음반 활동 한 달여 만인 10월 31일 SBS 《인기가요》에서 세 번째 미니앨범 활동을 마무리했다. 후에 〈숨〉은 태국 차트 1위를 차지하였다.

## 수록곡
전체 작사: 용준형 (Rap Making)
| #             | 제목               | 작사·작곡                            | 편곡          | 재생 시간 |
| ------------- | ------------------ | ------------------------------------ | ------------- | --------- |
| 1.            | 〈Mastermind〉     | 신사동호랭이                         | 신사동호랭이  | 1:35      |
| 2.            | 〈숨〉             | 신사동호랭이, 블랙아이드필승, 용준형 | 신사동호랭이  | 3:31      |
| 3.            | 〈V.I.U〉          | 슈퍼창따이                           | 슈퍼창따이    | 3:06      |
| 4.            | 〈Break Down〉     | 이주형, 임상혁                       | 이주형        | 3:35      |
| 5.            | 〈주먹을 꽉 쥐고〉 | 안영민                               | 최용찬        | 4:02      |
| 총 재생 시간: | 총 재생 시간:      | 총 재생 시간:                        | 총 재생 시간: | 15:50     |

## 차트
타이틀곡 "Shock"는 Mnet 《엠카운트다운》과 KBS 《뮤직뱅크》 K-Chart에서 1위를 차지하였으며, SBS 《인기가요》에서는 3회 연속 Take 7에 선정되었다.

### 주간 차트
| 차트                  | 최고 순위 |
| --------------------- | --------- |
| 가온 디지털 종합 차트 | 4위       |
| 가온 스트리밍 차트    | 4위       |
| 가온 다운로드 차트    | 3위       |
| 가온 BGM 차트         | 6위       |
| 멜론 종합 차트        | 7위       |
| 엠넷 차트             | 3위       |

| 차트           | 최고 순위 |
| -------------- | --------- |
| 가온 앨범 차트 | 2위       |
| 멜론 차트      | 4위       |